# Didier Robert de Vaugondy
Didier Robert de Vaugondy, né à Paris en 1723 et mort en 1786, est un géographe français.

## Biographie

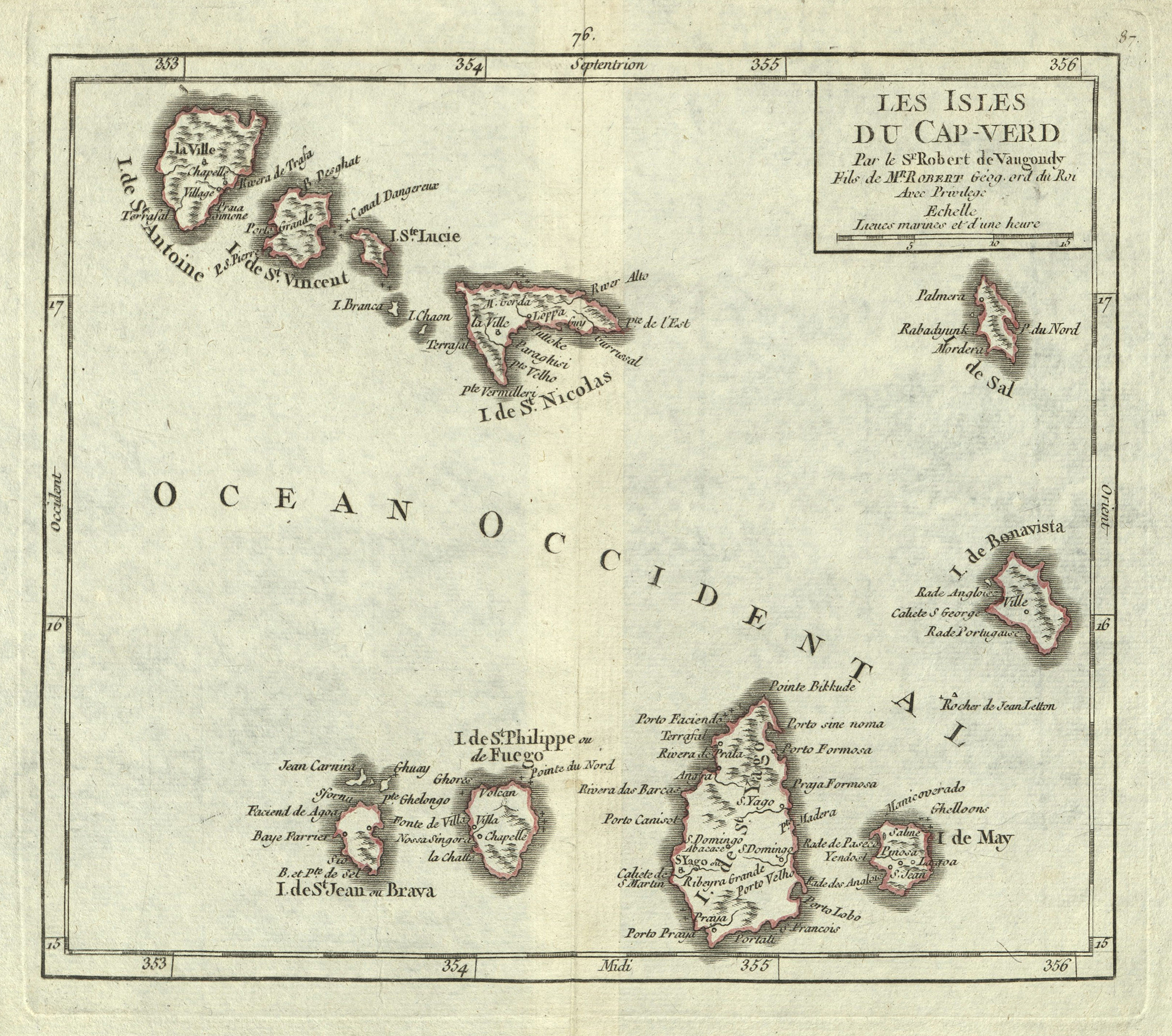
Les Isles du Cap-Verd, 1749

Fils de Gilles Robert de Vaugondy, il fut nommé géographe du roi par Louis XV, géographe du duc de Lorraine par Stanislas Leszczynski. Il devint en 1773 censeur royal pour les ouvrages concernant la géographie, la navigation et les voyages.
Il a notamment laissé :
- Des Mémoires lus à l'Académie des sciences ;
- Une Géographie ancienne ;
- Des Institutions géographiques ;
- Un Essai sur l'histoire de la géographie ;
- Un Plan de la ville et des faubourgs de Paris, divisé en ses vingt quartiers ;
- Baies d'Hudson et de Baffin et Terre du Labrador, 1749[2].

## Œuvres dans les collections publiques
- Deux grands globes dans leur première édition de 1751[3], l'un céleste, l'autre terrestre
  - Chartres, musée des Beaux-Arts (ayant appartenu à la collection de Madame de Pompadour en son château de Crécy)
  - Nancy, Musée Lorrain (ayant appartenu au roi Stanislas)
  - Troyes, Musée des beaux-arts

- Quatre exemplaires d'éditions postérieures[3]
  - Clermont-Ferrand, Bibliothèque du patrimoine (1764)
  - Versailles, Bibliothèque municipale (globe terrestre, 1773 ; globe céleste, 1764)[4]
  - Paris, Bibliothèque nationale de France (Dépôt de la société de géographie ; globe céleste, 1754[5] ; globe céleste, 1764[6])
  - Strasbourg, Musée des arts décoratifs

Les globes de Vaugondy
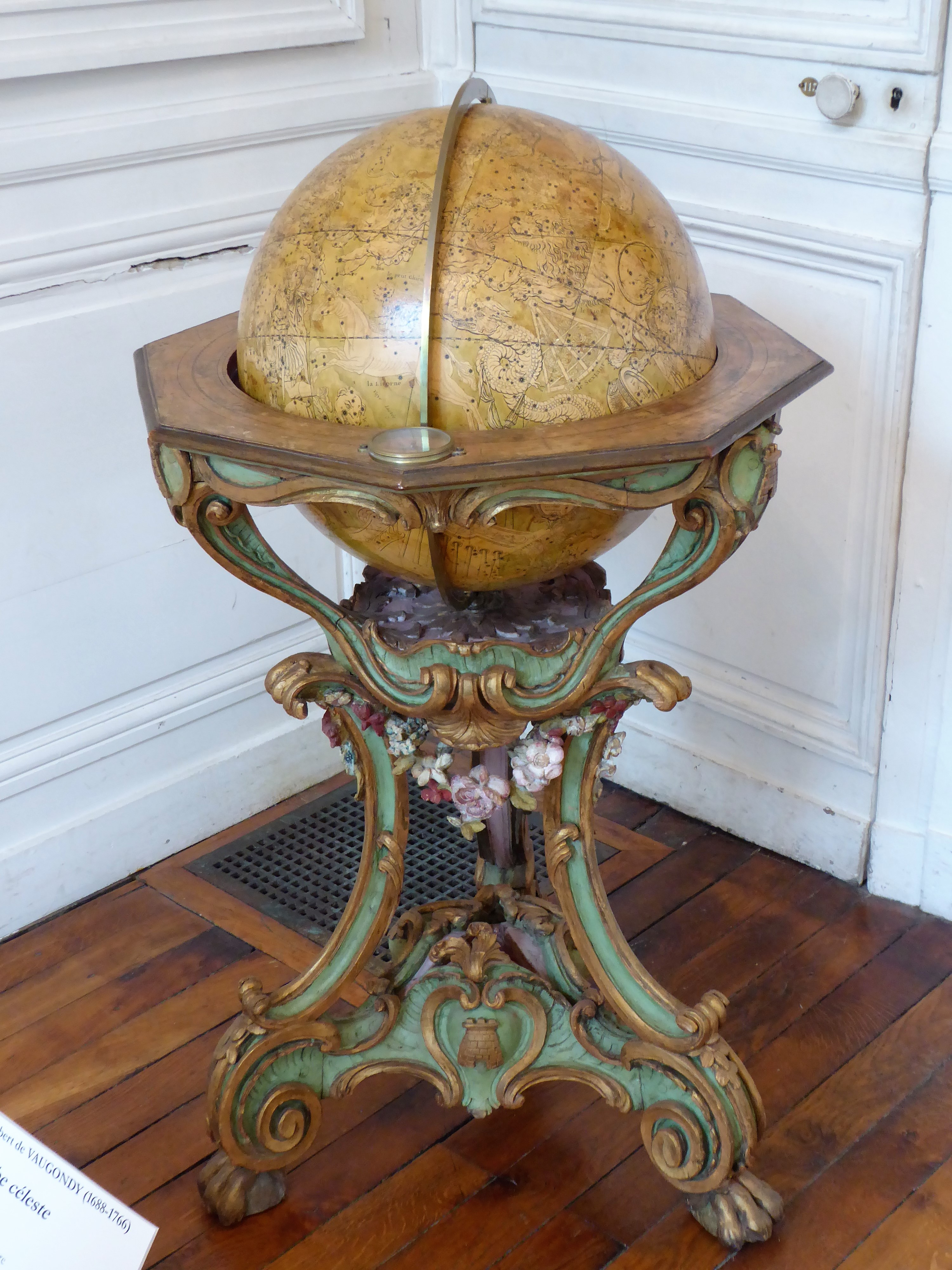
Globe céleste.
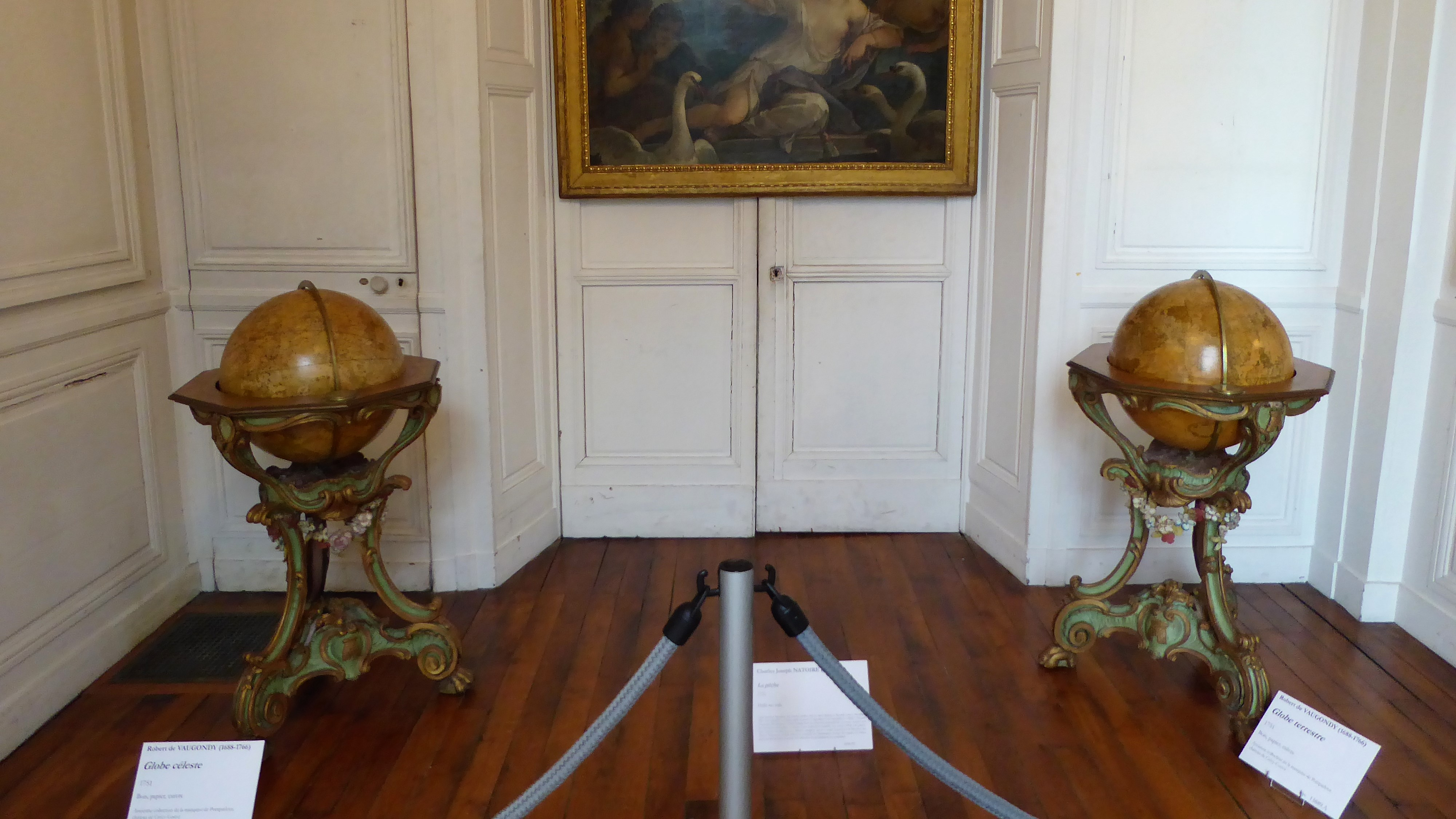
Salle du musée des Beaux-Arts de Chartres.
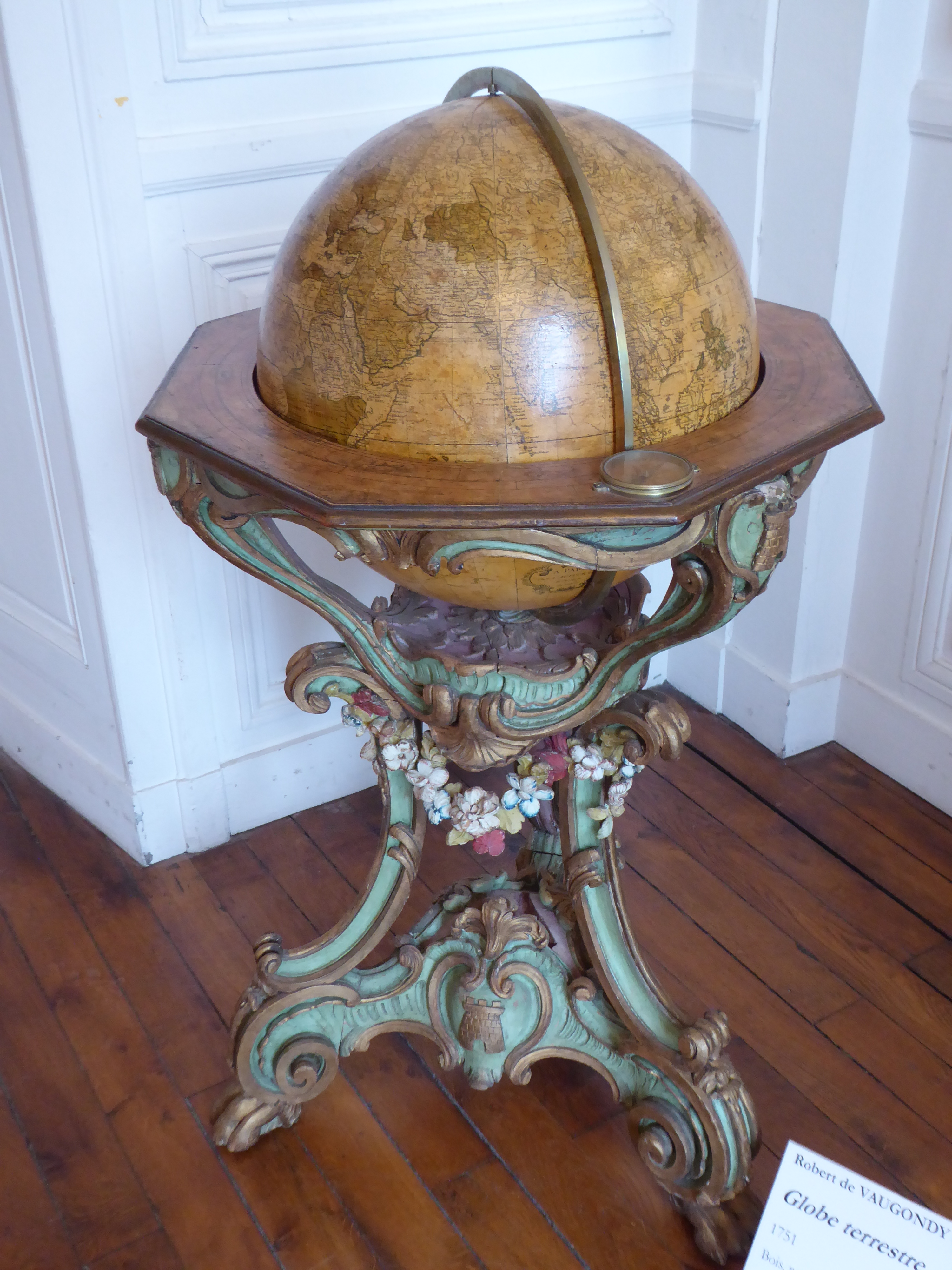
Globe terrestre.